# مارسل کتلر
مارسل کتلر (انگلیسی: Marcel Ketelaer؛ زادهٔ ۳ نوامبر ۱۹۷۷) بازیکن فوتبال اهل آلمان است.
از باشگاه‌هایی که در آن بازی کرده‌است می‌توان به باشگاه فوتبال هامبورگ، باشگاه فوتبال راپید وین، باشگاه فوتبال روت وایس اهلن، باشگاه فوتبال پاشینگ، باشگاه فوتبال نورنبرگ، و باشگاه فوتبال بروسیا مونشن‌گلادباخ اشاره کرد.
وی همچنین در تیم ملی فوتبال زیر ۲۱ سال آلمان بازی کرده‌است.